# Ben Ohau Range
Ben Ohau Range – pasmo górskie położone w środkowej części Alp Południowych, na Wyspie Południowej Nowej Zelandii. Najwyższym szczytem jest Mauka Atua (2557 m n.p.m.). Pasmo od zachodu jest oddzielone od Naumann Range doliną rzeki Dobson River, na wschodzie usytuowane jest jezioro Pukaki, a na południowym zachodzie Ohau. Na północy Ben Ohau Range przechodzi w pasmo Sealy Range. Na terenie Ben Ohau Range znajduje się Ruataniwha Conservation Park. W paśmie znajdują się żyły kwarcowo-węglanowe zawierające złoto.